# Theodore Nicholas Gill

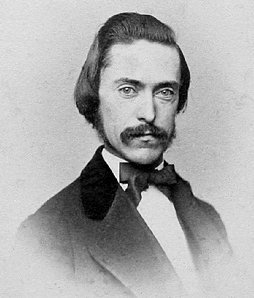
Theodore Nicholas Gill

Theodore Nicholas Gill (New York, 21 maart 1837 – Washington, 25 september 1914) was een Amerikaans ichtyoloog, mammaloog, malacoloog en bibliothecaris.
Gill werd in New York geboren en kreeg daar privé-onderwijs. Al op jonge leeftijd had hij interesse in natuurlijke historie. Hij werkte samen met James Carson Brevoort bij het ordenen van diens entomologische en ichtylogische verzamelingen. In 1863 vertrok Gill naar Washington D.C. om daar bij het Smithsonian Institution te gaan werken. Hij catalogiseerde daar vooral zoogdieren, vissen en weekdieren maar hield ook zijn kennis over andere groepen van dieren op peil. Hij was bibliothecaris bij het Smithsonian en tevens senior-assistent bij de Library of Congress.
Gill was hoogleraar in de zoölogie aan de George Washington-universiteit. Hij was tevens lid van de Megatherium Club van het Smithsonian Institution. Hier werd hij door de andere leden vaak geplaagd om zijn ijdelheid. In het jaar 1897 was Gill voorzitter van de American Association for the Advancement of Science.

## Publicaties
Naast 400 artikelen over verschillende wetenschappelijke onderwerpen, publiceerde Gill de volgende werken:
- "Arrangements of the Families of Mollusks" 1871;
- "Arrangement of the Families of Mammals" 1872;
- "Arrangement of the Families of Fishes" 1872 ;
- "Catalogue of the Fishes of the East Coast of North America" 1875:
- "Bibliography of the Fishes of the Pacific of the United States to the End of 1879" 1882;
- "Reports on Zoology" voor de jaarlijkse delen van het Smithsonian Institution van 1879 to ?.